# Lucien Muller

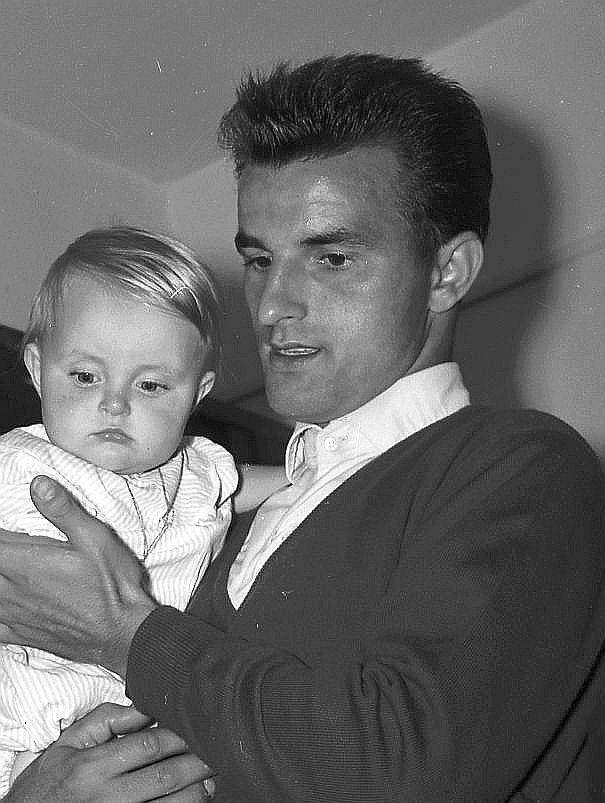
Lucien Muller

Lucien Muller (* 3. September 1934 in Bischwiller/Département Bas-Rhin) ist ein ehemaliger französischer Fußballspieler und -trainer.

## Der Spieler

### Die Vereinskarriere

#### „Der kleine Kopa“
Es gibt in vielerlei Hinsicht frappierende Parallelen zwischen der Karriere des Elsässers und der des großen Raymond Kopa: wie jener begann der technisch begabte Lucien Muller seine Karriere als torgefährlicher Außenstürmer, um später als Läufer oder Halbstürmer das Spiel seiner jeweiligen Mannschaften zu gestalten. Wie Kopa wechselte er von einem Amateurverein (im Falle Mullers der heimatliche FC Bischwiller, aus dem auch „Willy“ Lieb oder Oscar Heisserer hervorgegangen waren) zunächst zu einem in dieser Zeit nicht sonderlich herausragenden Profiklub (Racing Strasbourg), bevor er zu dem in den 1950ern nicht nur in Frankreich dominierenden Stade de Reims kam; wie Kopa wurde auch Muller dort zum Nationalspieler und anschließend von Real Madrid verpflichtet. Und schließlich sind beide nach ihren Jahren in Spanien zu Stade de Reims zurückgekehrt. Es verwundert also wenig, dass Muller gelegentlich als le petit Kopa tituliert wurde – zumal „der große und der kleine Kopa“ auch drei Jahre zusammen in einer Mannschaft gespielt haben.

#### Muller bei Europas großen Teams
Als Strasbourg Ende der Saison 1956/57 in die zweite Liga abstieg, schloss sich Muller dem Toulouse FC an, wo aber nur Mittelfeldplätze in der Division 1 heraussprangen. Im Frühsommer 1959 überraschte dann Stade de Reims, das gerade zum zweiten Mal innerhalb von vier Jahren ein Europapokalendspiel gegen Real Madrid verloren hatte, die Öffentlichkeit mit der Meldung, zusätzlich zu Madrid-Heimkehrer Kopa auch Lucien Muller verpflichtet zu haben.
Die erste gemeinsame Spielzeit (1959/60) endete prompt mit Mullers erstem Landesmeistertitel. In diesem Umfeld, gespickt mit Nationalspielern (alle elf Stammspieler waren oder wurden in die Équipe Tricolore berufen), einem Trainer (Albert Batteux, zugleich auch Nationaltrainer), der seinen Spielern freien Lauf ließ und das Team dennoch taktisch zu einer Einheit geformt hatte, und einem Sturm, der in 38 Ligaspielen 109 Treffer erzielte, kamen Mullers Qualitäten als Passgeber und Torschütze erstmals voll zur Geltung. Am Ende wurde er mit 13 Treffern in der mannschaftsinternen Torjägerwertung zwar „nur“ Fünfter (hinter Fontaine, Piantoni, Vincent und dem „echten Kopa“), aber seine Verpflichtung hatte sich für ihn wie für den Klub bereits jetzt bezahlt gemacht. Schon zu Saisonbeginn war Lucien Muller zudem erstmals auch für die Nationalelf aufgelaufen.
Ab 1960/1961 spielte Muller weiter zurückgezogen als Außenläufer; in diesem Jahr wurde Reims nur Liga-Dritter, aber am Ende der Saison 1961/62 gewann der Elsässer in der Champagne seinen zweiten nationalen Meistertitel. Anschließend wandelte er auf den Spuren seines großen Vorbilds und spielte bei Real Madrid; Alfredo Di Stéfano höchstpersönlich hatte Muller im Dezember 1961 beim Bankett nach dem Länderspiel Frankreich gegen Spanien auf den Vereinswechsel angesprochen. Mit den „Königlichen“ wurde er in den folgenden drei Jahren dreimal spanischer Meister und stand 1964 im Endspiel des Europapokals, das allerdings 1:3 gegen Inter Mailand verloren ging – Di Stéfano, Puskás, Gento und Santamaría, mit denen auch Kopa schon zusammengespielt hatte, hatten ihren Zenit zu diesem Zeitpunkt überschritten, die jüngeren Spieler wie Amancio und Muller konnten das nicht vollständig ausgleichen. Lucien Muller wechselte 1965 zum FC Barcelona, blieb auch dort drei Jahre, gewann mit den Katalanen Landespokal und UEFA-Cup und kehrte 1968 nach Reims zurück. Er war sich nicht zu schade, für den Verein, bei dem sein Aufstieg begann, auch in der zweiten Liga noch sein ganzes Können in die Waagschale zu werfen und 65 Spiele (5 Tore) zu absolvieren. Als er im Sommer 1970 abtrat, hatte er noch dazu beigetragen, dass Stade de Reims wieder erstklassig wurde.

#### Stationen
- FC Bischwiller (bis 1953)
- RC Strasbourg (1953–1957)
- Toulouse FC (1957–1959)
- Stade de Reims (1959–1962)
- Real Madrid (1962–1965)
- FC Barcelona (1965–1968)
- Stade de Reims (1968–1970, in Division 2)

### Der Nationalspieler
Zwischen Oktober 1959 und April 1964 bestritt Lucien Muller 16 Spiele für die Französische Fußballnationalmannschaft (14 in seiner Zeit bei Reims, zwei bei Madrid) und erzielte dabei drei Tore. Er nahm 1960 auch an der für die Équipe Tricolore allerdings enttäuschend verlaufenen Endrunde der Europameisterschaft im eigenen Land teil (ein Einsatz). Nach einer zweijährigen Pause, in der er als „Auslandsprofi“ nicht mehr berücksichtigt worden war, stand er in Frankreichs Aufgebot für die WM 1966. Doch obwohl die Franzosen dort einen Spielgestalter wie Muller dringend benötigt hätten, ließ ihn Nationaltrainer Henri Guérin während der gesamten Vorrunde auf der Ersatzbank schmoren – und danach mussten les Bleus die vorzeitige Heimreise antreten; kurz darauf erklärte Lucien Muller, dass er für die Nationalelf nicht mehr zur Verfügung stünde.

## „Zwillinge“ in der Nationalelf
Im Sport-Magazin ist einer Januarausgabe 1960 notiert: „Die Abwehrspieler der französischen Nationalelf unterhalten sich oft in deutscher Sprache miteinander. Torwart François Remetter, die Verteidiger Jean Wendling und Raymond Kaelbel sowie der rechte Läufer Muller stammen nämlich aus dem Elsaß. Im Länderspiel Frankreich gegen Spanien am 17. Dezember 1959 in Paris (4:3) fiel neulich vor allem auf, dass sich Verteidiger Wendling und Außenläufer Muller gleichsam blind verstanden. Das ist kein Wunder, denn ihre Karriere lief bisher parallel. Beiden wurden zur gleichen Zeit in die elsässische Nachwuchsmannschaft berufen. Beide leisteten ihre Militärdienstpflicht zusammen in derselben Einheit ab. Beide gehörten der französischen Militärauswahl an, die 1957 beim Turnier in Argentinien Armeeweltmeister wurde. Beide unterzeichneten zur gleichen Zeit einen Vertrag mit RC Straßburg. Beide wurden gemeinsam von Straßburg nach Toulouse und später von Toulouse nach Reims transferiert. In Frankreich bezeichnet man Wendling und Muller daher als Fußball-Zwillinge.“

## Der Trainer
Ab den 1970ern hat Muller mehrere Vereine in Spaniens höchster Spielklasse trainiert, darunter auch den FC Barcelona. Den amtierenden Vizemeister und Pokalsieger Barcelona übernahm er zu Beginn der Saison 1978/79 als Nachfolger von Rinus Michels. Nachdem es schon in der Liga nicht besonders lief, wo die Mannschaft nach 27 Spieltagen auf Rang sieben lag, wurde ihm schließlich eine 0:4-Pokalniederlage beim FC Valencia im April 1979 zum Verhängnis, und er wurde durch den vormaligen Spieler Joaquim Rifé ersetzt, unter dem die Mannschaft noch Fünfter wurde und auch den Europapokal der Pokalsieger gewann.
1983 führte er den RCD Mallorca in die Primera División. Von 1983 bis 1986 war er Cheftrainer bei der AS Monaco; in dieser Funktion gelang ihm, was ihm als Spieler verwehrt geblieben war: 1985 holte er mit der Elf aus dem Fürstentum den französischen Pokal. Nach seinem Rückzug ins Privatleben hat er die Monegassen noch jahrelang beraten und auf junge Talente aufmerksam gemacht. Die Trainertätigkeit ist übrigens einer der wenigen Aspekte geblieben, in denen sich der „kleine“ und der „große Kopa“ unterscheiden.

### Stationen
- CD Castellón (1970–1974)
- Burgos CF (1975/76)
- Real Saragossa (1976/77)
- Burgos CF (1977/78)
- FC Barcelona (1978/79)
- Burgos CF (1979–1981)
- RCD Mallorca (1981–1983)
- AS Monaco (1983–1986)
- RCD Mallorca (1987/88)
- CD Castellón (1990–1992)

## Palmarès

### Als Spieler
- Französischer Meister: 1960, 1962 (mit Reims)
- Spanischer Meister: 1963, 1964, 1965 (mit Madrid)
- Spanischer Pokalsieger: 1968 (mit Barcelona)
- UEFA-Cup-Sieger: 1966 (mit Barcelona)
- Europapokal der Landesmeister: Finalist 1964 (mit Madrid)
- 249 Einsätze und 55 Tore in der D1 (73/17 für Strasbourg, 69/19 für Toulouse, 107/19 für Reims)
- 16 A-Länderspiele, 3 Tore; Teilnehmer an der EM 1960 und der WM 1966

### Als Trainer
- Französischer Pokalsieger: 1985 (mit Monaco)